# Малов, Сергей Олегович

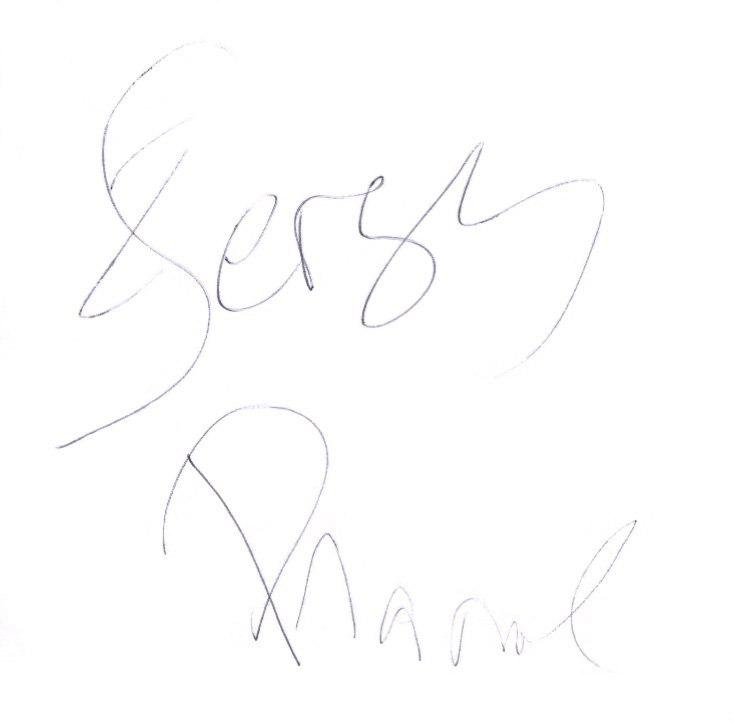
Автограф Сергея Малова

Малов Сергей Олегович (род. 18 июня 1983, Ленинград род. 18 июня 1983, Ленинград, РСФСР, СССР) — российский скрипач, альтист, лауреат национальных и международных конкурсов.

## Биография
Сергей Малов родился в 1983 году в Ленинграде (ныне — Санкт-Петербург). Отец — Олег Юрьевич Малов, профессор консерватории, пианист. Мать — Клара Людвиговна Малова, преподаватель в музыкальной школе.
Занимался музыкой с 6 лет. Уже в возрасте 12 лет победил на Российском конкурсе скрипачей в Санкт-Петербурге .Базовое музыкальное образование получил у Татьяны Кирилловны Либеровой в Санкт-Петербурге.
С 2001 года учился в Университете Моцартеум в Зальцбурге, пройдя обучение по классу скрипки, а затем — альта (профессора — Г. Цеетмайр, И. Озим, Т. Цетмайр и Т. Рибль). В 2007 году получил в Моцартеуме степень бакалавра и магистра по двум специальностям.
Обучался в Высшей музыкальной школе им. Королевы Софии (Escuela Superior de Musica Reina Sofia) в Мадриде (мастер-классы с В. Левиным, Р. Шмидтом и Дж. Сильверстейном) и в Берлинской высшей школе музыки имени Эйслера (Hochschule für Musik Hanns Eisler).
Играет на скрипке Августа Бернанделя, на альте Пьера Гаггини и барочной скрипке Александра Рабиновича.
Сергей Малов говорит на русском, немецком, английском, итальянском, испанском и венгерском языках. Любит спорт, играет в футбол, занимается гимнастикой и восточными единоборствами. Он считает, что «музыкант должен поддерживать свою физическую форму, особенно, если он солист, скрипачу необходима моторика левой руки, которая достигается спортивной формой всего тела».
Зарубежная музыкальная пресса отмечает особенности исполнительской манеры и интерпретации Сергея Малова: «Когда критики пишут о „филигранной игре и музыкальной мощи с высочайшими техническими способностями“, они просто хотят выразить свой восторг перед молодым талантом Сергея Малова».
В 2013 году выпустил аудиодиск «13 Strings. Vol.1», на котором исполнил произведения И. С. Баха и Б. Бартока.

## Концертная деятельность

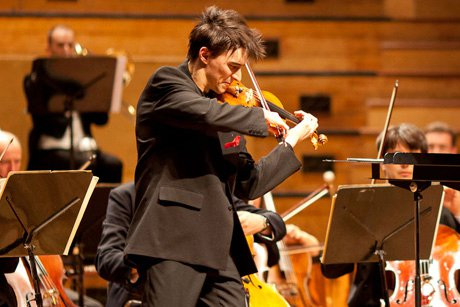
Выступление Сергея Малова в финале конкурса Майкла Хилла в Новой Зеландии (июнь 2011)

Сергей Малов гастролировал в различных странах мира, в том числе в России, Германии, Испании, Японии. Выступал с концертами с такими оркестрами:
- Оркестр Санкт-Петербургской филармонии,
- Оркестр Московской филармонии,
- Мюнхенский камерный оркестр,
- Симфонический оркестр Баварского радио,
- Литовский национальный симфонический оркестр,
- Оркестр филармонии Энеску,
- Филармонический оркестр Токио,
- Оркестр Венского радио,
- и другими.

## Награды
В июне 2011 года Сергей Малов сделал «хэт-трик» на международном конкурсе скрипачей Майкла Хилла в Новой Зеландии (Michael Hill International Violin Competition 2011), получив первую премию, приз зрительских симпатий и премию J. Paul Anderson Award как лучший исполнитель камерной музыки. Как победитель Сергей выиграл чек на 40000 новозеландских долларов, запись CD с Atoll Records и концертный тур по Новой Зеландии с Chamber Music New Zealand в 2012 году.
Другие награды Сергея Малова:
- Победитель конкурса В. А. Моцарта в Зальцбурге (2011)[8],
- Лауреат конкурса И. С. Баха в Лейпциге по специальности барочная скрипка (2010),
- Победитель первого Токийского конкурса альтистов (2009),
- Победитель конкурса Яши Хейфеца в Вильнюсе (2009),
- Лауреат конкурса Паганини в Генуе (2006),
- Лауреат конкурса АРД в Мюнхене по специальности альт (2008),
- Лауреат конкурса Луиса Шпора в Вене (1998),
- и другие награды и премии.

## Аудиозаписи
- Sergey Malov (violin, violoncello da spalla) 13 Strings, Vol.1 (2013)